# Hermann Kirchner (Komponist)

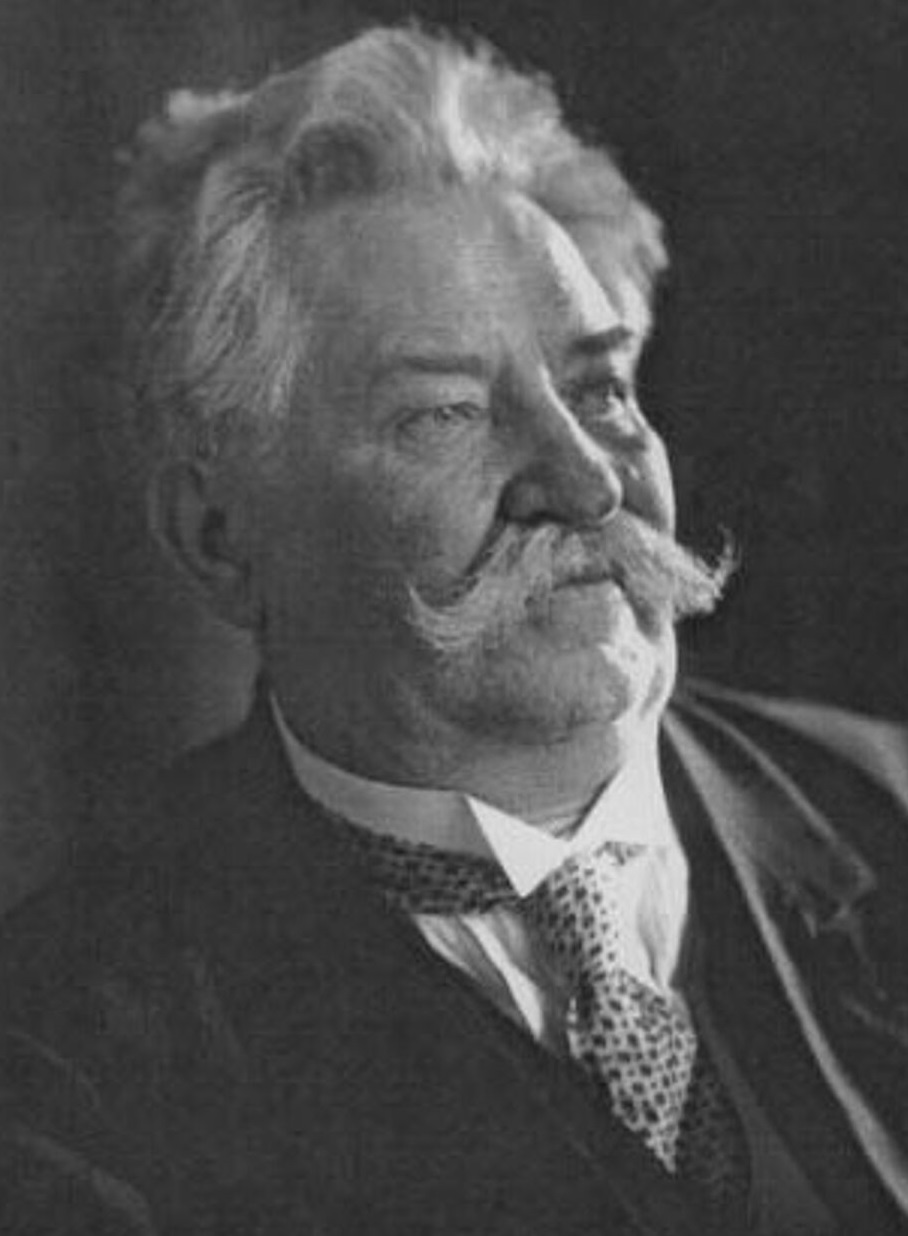
Hermann Kirchner

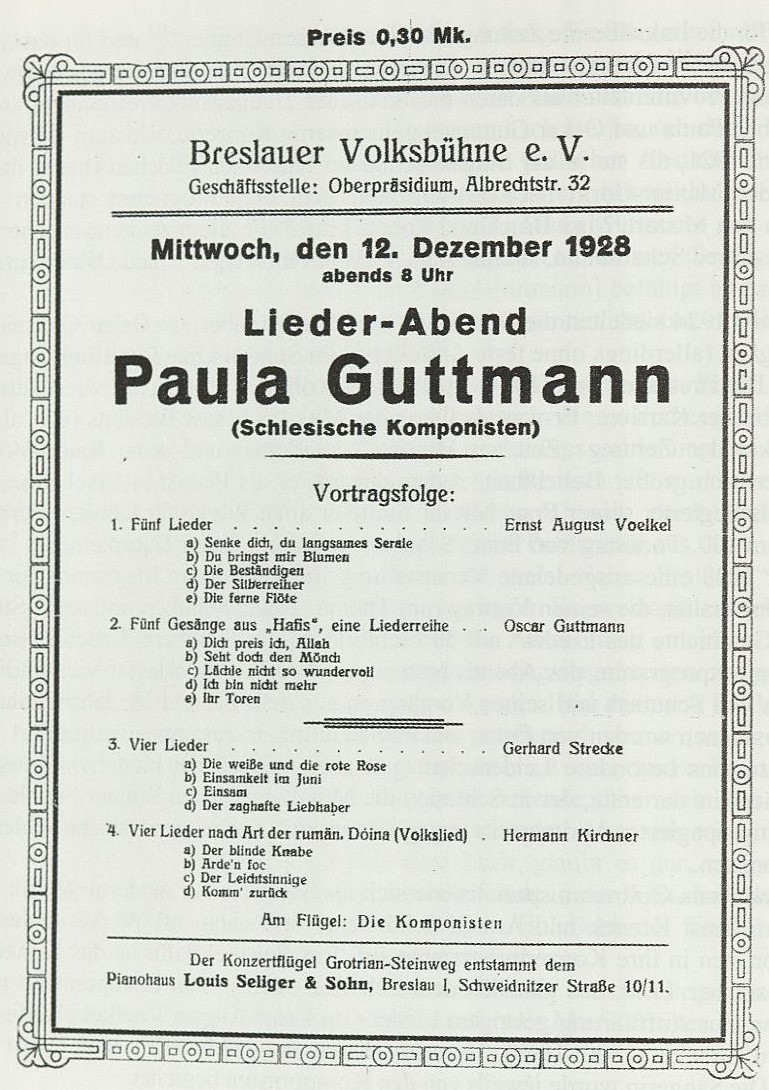
Doina (1928)

Hermann Kirchner (* 23. Januar 1861 in Wölfis; † 29. Dezember 1928 in Breslau) war ein deutscher Musiker und Komponist von Volksliedern.

## Leben
Hermann Kirchner besuchte das Gymnasium in Ohrdruf und lernte durch Anregung anderer Musiker viele Orchesterinstrumente kennen, unter anderem Violine und Klavier. Anschließend studierte er an der Berliner Akademie für Musik.
Er wurde Sänger und ging nach seiner Heirat als Musikdirektor nach Mediasch im damals ungarischen Siebenbürgen. Der damals dreiunddreissigjährige, von einem ungeheuren Schaffensdrang beseelte Künstler scheint sich hier sogleich außerordentlich wohlgefühlt zu haben. Die Kontaktaufnahme mit seiner neuen Umwelt führte zu der ersehnten befruchtenden Belebung seiner musikalischen Pläne. Der schöpferische Funke scheint geradezu schon bei der ersten Berührung mit den Menschen seiner neuen Wahlheimat auf ihn übergesprungen zu sein. Davon legt ein Bericht seines gleichaltrigen Mediascher Freundes Carl Römer ein beredtes Zeugnis ab: „Mit ausserordentlicher Empfänglichkeit nahm der hochstrebende, hochbegabte Mann das Neue auf, das sich ihm hier bot, die eigenartige Schöpfung unserer Landschaft, das bunte Völkergemisch, unser Volkstum in seiner besonderen Art [...] Er hatte seine Freude an der ursprünglichen Kraft unserer Bauern. Sein geradezu ungestümer Schaffensdrang trieb ihn nun an, dieses neue Erleben musikalisch auszudrücken. Die erste Frucht dieses Neuaufblühens in seinem Wesen waren die sächsischen Volkslieder [...]“ Kirchner nannte seine Kompositionen mit wohlüberlegter Absicht „Siebenbürgisch-sächsische Volkslieder“. Er gab sie ab 1897 in drei ziemlich rasch aufeinander folgenden Heftchen im Vertrag von G. A. Reissenherger in Mediasch heraus. Sie enthielten insgesamt 19 Kompositionen, die zum Teil unerhört rasch unter den Sachsen Beliebtheit erlangten. Die beiden ersten Hefte haben neun, das dritte acht Auflagen erfahren. Die Lieder sind auch heute noch lebendig und werden überall dort, wo Sachsen leben, gesungen.
In den erstaunlich fruchtbaren Mediascher Jahren komponierte Hermann Kirchner auch eine Anzahl Opern. Die Handlung der ersten hatte er dem siebenbürgisch-sächsischen Volksleben entnommen und zahlreiche Melodien seiner kurz vorher entstandenen Lieder dabei mitverwendet. Sie wurde unter dem Titel Der Herr der Hann (später auch Der Dorfrichter oder Siebenbürgische Einquartierung genannt) 1900 in Mediasch mit großem nachhaltigen Erfolg uraufgeführt und in Hermannstadt wiederholt. Im gleichen Jahre übersiedelte Kirchner nach Hermannstadt, hauptsächlich von der Hoffnung geleitet, für seine Opern bessere Aufführungsmöglichkeiten zu finden.
Tatsächlich gingen seine Opern Stephania 1902 und Viola 1904 hier zum ersten Mal über die Bretter. In Hermannstadt übernahm er als Nachfolger George Dimas auch die Leitung des Rumänischen Musikvereins. Er komponierte zahlreiche Lieder und Opern. Zwischen 1906 und 1910 hielt er sich in Bukarest auf, wo sich ihm ebenfalls ein reiches Feld künstlerischer Betätigung bot und er schließlich  Professor am rumänischen Staatskonservatorium in Bukarest wurde. In seinen Werken verarbeitete er zahlreiche rumänische Motive, z. B. in dem von ihm selbst gedichteten „Rumänischen Wiegenlied“ und in seinem Streichquartett a-Moll. Im Jahre 1910 schloss Hermann Kirchner sein Wanderleben ab und kehrte  nach Deutschland zurück. Dort wurde er in den höheren Schuldienst übernommen. Unter anderem war er Lehrer am Gymnasium in Ohrdruf. Gleichzeitig setzte er seine Tätigkeit als Komponist fort.
Ein Großteil seiner Kompositionen waren Lieder. Besonderen Erfolg und Widerhall hatte er mit dem Lied Im Holderstrauch zu verzeichnen, dessen Text und Melodie schnell ungewöhnliche Verbreitung fanden. Es wurde 1896 von Kirchner nach einem Text seines Freundes Carl Römer (Pfarrer in Agnetheln, Meschen und Mediasch) in Siebenbürgen vertont. Das Lied wird noch heute zu besonderen Anlässen in seinem Heimatort gesungen. Hermann Kirchner gilt zusammen mit Georg Meyndt als Begründer der Singbewegung unter den Siebenbürger Sachsen: sie waren die ersten, die volksnahe Lieder in Mundart verfassten.
Im Alter war seine Tochter Elisabeth eine besondere Hilfe für ihn. Als ausgebildete Pianistin begleitete sie seine Lieder, spielte die Klavierstücke des Vaters und wirkte in vielen Konzerten mit. Als sie starb, brach für Kirchner eine Welt zusammen. Er brauchte lange Zeit, bis er seine künstlerische Tätigkeit wieder aufnehmen konnte. Kurz vor seinem Tode reiste er noch einmal nach Siebenbürgen, um dort eigene Werke und seine Volksoper Der Herr der Hann auf Einladung des Mediascher Musikvereins zu dirigieren. „Nach so vielen Jahren wurde mir von allen Seiten eine unglaublich rührende Anhänglichkeit bewahrt und die lieben Leute wussten gar nicht, was sie mir alles zugute tun sollten“, schrieb er in einem letzten Brief an seine Verwandten in Wölfis.
Am 29. Dezember 1928 starb Kirchner in Breslau kurz vor Vollendung seines 68. Lebensjahres. Seiner Tochter Berta Konopka gegenüber soll er den Wunsch geäußert haben: „Pflanzt mir einen Holderstrauch auf mein Grab, da singen mir die Vögel ein Lied.“ Auf seinem Schreibtisch fand man noch Stöße von Entwürfen und unvollendeten Werken. Die meisten seiner Werke sind durch die Ereignisse und Wirren des Krieges verloren gegangen.

## Werke
(Opern, Musikdramen und Märchenspiele)
- Der Herr der Hann (Volksoper in drei Akten, 1897/98)
- Stephania (Musikdrama in drei Akten)
- Viola (komische Oper 1903/04, nach Shakespeares Lustspiel Was Ihr wollt)
- Prinzessin Li-tu-se
- Austernprinzeßchen (Operette)
- Türkenjoch (Märchenspiel, 19/14)
- Ein Sonnemärchen (heiter-romantische Oper 1913/14)
- großes Ballet (1913/14: In einem kühlen Grunde, kompositorische Bearbeitung Eichendorffscher Gedichte)
- Osternacht (Singspiel 1925/26)
- Liederalbum I (Lieder: Rumänisches Wiegenliedchen, Die Nachtigall, Der Dompfaff)
- In einem kühlen Grunde, Singspiel, 1925–1926
- Erinnerungen, Beobachtungen und Ratschläge eines alten Landlehrers, 1927